# Ясинский, Анатолий Геннадьевич
Ясинский Анатолий Геннадьевич (род. 11 декабря 1963, Ленинград) — художник: график (тушь, акварель) и эстампист (офорт); специалист в области рекламы и педагог.

## Биография
Анатолий Ясинский родился в Ленинграде 11 декабря 1963 года в семье художников. Отец — художник книги Геннадий Иванович Ясинский (1932–2005). Мама — Маргарита Анатольевна Скрипова-Ясинская (род. 1937), театральный художник кукольник, работала для кино и телевидения. Она автор кукол для «Большого фестиваля» — Хохи, Тото, Веснушки; образа собаки для серии «Собака Баскервилей» из Приключения Шерлока Холмса и доктора Ватсона, Чебурашки и многих других..
Анатолий учился в Детской художественной школе им. Б. М. Кустодиева на Каменном острове (1975-1979). Затем, по специальности чертежник, в Техническом училище № 40 (1981—1982, Ленинград). Окончил художественно-графический факультет Российский государственный педагогический университет им. А. И. Герцена (1982—1990). Учился на одном курсе с А. Борковым К. Кублановым, А. Парыгиным и др.
Один из организаторов и участников творческого молодежного объединения «Союз № 0» (1986—1989).
С 1991 года — член Санкт-Петербургского Союза художников по секции графики.
Оформил и опубликовал более 15 книг для детей. Работал художником в ленинградских журналах «Костер» и «Барышня», дизайнером в газетах «Петербургский телеграф», «Зеркало дня», «На дне» (1990—1994). Являлся главным художником газет «Литератор» и детском приложении «Лампидуза» (1990—1991), главный художник в газете «Северный форум» (1993).
Как художник, участвовал примерно в 30 персональных и групповых выставках в России, Германии, Швеции, Великобритании, Эстонии, Финляндии (прохоходивших в основном во второй половине 1980-х — начале 1990-х годов).
Офорты и станковые графические листы Ясинского большей частью посвящены непарадной жизни большого города, окраинам, вымышленным и реальным задворкам Ленинграда-Санкт-Петербурга эпохи перемен. Парадные фасады особняков соседствуют с расселенными и заброшенными бараками, грязными питерскими дворами и подворотнями. Мир художника прихотлив, фантастичен и одновременно банален в своей хаотичности.
С 1993 года Анатолий Ясинский, как организатор и как художник, работает в рекламном бизнесе.
С 2006 года является генеральный директор рекламного агентства POV – Точка Зрения.
Преподаватель дисциплины «Концептуальный копирайтинг и работа со смыслами». Совладелец и генеральный директор рекламного агентства IMENA GROUP и студии POV-SPB. Куратор факультета Бренд-Контент Академии коммуникаций Wordshop. Ex-креативный директор McCann-Erickson, Grey Worldwide. Ex-вице-президент Grey Worldwide. Ex-советник по коммуникациям Газпром нефть, креативный директор Газпром-медиа КИТ (2016-2017).
Когда художественные инструменты используются в комплексе, понять, что, где и как работает, очень сложно. Когда мы смотрим со стороны на работы мастеров рекламы, или живописи, или режиссуры — все кажется таким простым. А когда сам начинаешь выполнять заказ, оказывается, что все эти мелочи должны работать на один результат. Неопытный человек, когда хочет высказаться через свой «продукт», начинает делать это как в обычной жизни. В таких случаях средства выразительности — ритм, пластика, образы, композиция — не продуманы.
Автор ряда курсов и серии лекций, в том числе по брендингу.
В качестве члена жюри и председателя жюри регулярно участвует в международных фестивалях рекламы и фестивалях социальной рекламы, проходящих в разных городах страны.
С середины 1990-х годов живёт и работает в Москве.

## Публикации
- Ясинский А. Г. Метамодерн, социальная ответственность и консолидация компании // Бренд-менеджмент. — 2021. — No2. — С.158–164.

## Интервью
- Интервью с экспертом конкурса "Взлетная полоса" Анатолием Ясинским / Rutube. РГГУ. Центр социальных проектов "МИР". 17 апреля 2025.
- Дарья Молчанская Анатолий Ясинский: "Культура выживания разрушает Омск". // Омск Здесь. 30 октября 2018.
- Елена Аверина Анатолий Ясинский: Короткие истории сами провоцируют на то, чтобы их додумывали. // Вслух.ру. 8 декабря 2017.
- Александр Румянцев Анатолий Ясинский: «У меня в Омске друзей больше, чем в Москве» // Деловой Омск. 09 октября 2015.
- Анна Беркова Анатолий Ясинский: «Одна мелочь может испортить весь ролик» // Новый Омск. 23 октября 2012.